# Macrobrachium nobilii
Macrobrachium nobilii is een garnalensoort uit de familie van de Palaemonidae. De wetenschappelijke naam van de soort is voor het eerst geldig gepubliceerd in 1910 door Henderson & Matthai.